# Martyrologium
Et martyrologium (gr., af martyr og λογος, fortegnelse) er et kalendarium med
navnefortegnelse over martyrerne til brug i kirken.
Det ældste martyrologium, vi kender, findes i et syrisk
håndskrift fra 411 i British Museum. 1584 udgav den italienske kardinal og kirkehistoriker Cesare Baronio et officielt katolsk martyrologium. Det er senere
gentagne gange blevet revideret.